# حماية الطيور في قطر
تعيش في دولة قطر أو تهاجر اليها مئات الأنواع من الطيور ويبلغ عددها  حسب دراسة مسحية قام بها مركز مشروع الطيور في قطر نحو  نحو 322 نوعا  ولكن دراسة علمية أسترالية  قام بها علماء في  جامعة "نيو ساوث ويلز" في سيدني  حول الطيور الشائعة في دولة قطر كشفت عن وجود 280 نوعا معروفا من الطيور في قطر من بين 10 آلاف نوع من الطيور في العالم 
فيما تشير تقارير شؤون البيئة بوزارة البيئة القطرية  إلى أن دولة قطر تعد محطة مهمة للطيور المهاجرة  والتي تأتي من شواطئ أوروبا في الشتاء لتنزل إلى قطر وتأخذ قسطا من الراحة ثم تواصل إلى إفريقيا كما أنها محطة هامة عند العودة مرة أخرى.

## احتفال
تحتفل قطر سنويا باليوم العالمي للطيور المهاجرة وجاء احتفال العام 2021 تحت  شعار "غني.. طر.. حلق مثل الطيور", وحسب جهاز التخطيط والإحصاء القطري: فإن حياة الطيور في قطر خصيبة  فقد حدّد علماء الطيور وجود عشرات الأنواع منها تتراوح أحجامها بين الصغير كالبلابل وبين الضخم كالنعامات. ومن بين الطيور المهاجرة والتي من الممكن مشاهدتها في دولة قطر نجد الوروار وهو طيرٌ ملون رائع يصل إلى المنطقة في شهري سبتمبر ومارس ويستريح لمدة أسبوعٍ قبل أن يكمل رحلته. ويتشابه الهدهد مع الوروار تقريباً من ناحية اللون وهو يعيش في قطر طوال أيام السنة".

## اماكن المعيشة
وأشارت  دراسة   أخرى إلى أن في الدولة 65 نوعا من الطيور النادرة، ومن أبرز الطيور التي تمكن مشاهدتها البلبل أبيض الأذن، والبلبل الأحمر، الحمامة الضاحكة، الببغاء الإسكندراني، العصفور المنزلي، الطائر ذو المنقار الفضي الهندي، وطائر المينا، ويتواجد طائر صائد المحار الأوراسي على طول الساحل. وحسب بيانات البيئة بوزارة البلدية والبيئة  فإنه توجد بالدولة 3 مواطن مختلفة لمعيشة الطيور، الحدائق والمنتزهات والمزارع، البحريات والبرك والسواحل، الصحارى والسهول القاحلة، ويقول خبير البيطرة الدكتور عمر محمود إن  الهواة يهتمون بمراقبة تحركات الطيور وتتبعها وتصل كلفة مراقبة الطيور في أجواء مثل ظروف البيئة المحلية إلى 6 آلاف ريال غالبيتها يتم شراء مناظير بها وتمكن مشاهدة 15 نوعا من الطيور بالدوحة. وفي الذخيرة التي تقع شمال الدوحة، يمكن مشاهدة 20 نوعا من الطيور ومن بينها البلشون والبط والنورس والنعام الكبير والبط البري والكروان.العصفور الإسباني والهدهد الأوراسي وحمامة نماكو وطائر أصهب الذيل. وفي شبه جزيرة ابروك، حسب بيانات البلدية والبيئة وهي موقع للتخييم والنشاطات الخاصة بالطيور، شواطئ طويلة ممتدة من الرمل ومنطقة نباتية ذات أشجار منخفضة تعمل على جذب أنواع مختلفة من الطيور الخائضة إلى طيور الابلق ومن الطيور البرية في الدولة الطيور الجارحة مثل الباشق الأوراسي وهار المستنقع الغربي والهار الشاحب وهار مونتاغو والعوسق الشائع والصقر الصغير الأوراسي وصقر الثعابين إضافة للبالشونات وأنواع البط والإوز المختلفة ودجاج الماء الشائع".

## كتب عن طيور قطر
صدر في دولة قطر عدد من الكتب من بينها «الدليل الحقلي لطيور قطر»،  حيث أكد معده الدكتور الصادق عوض بشير، الخبير السابق بالأمم المتحدة، مدير مشروع طيور قطر أن الدليل يعتبر أول مرجع علمي يوثق لطيور قطر واستغرق تجميعه وتأليفه  حوالي 4 سنوات حيث وثق الكتاب  لـ 323 نوعا من الطيور في قطر من حوالي 9870 نوعا مسجلة في العالم. وأوضح أن طيور قطر موزعة على مجموعات منها 80 نوعا مهاجرا يعبر سماء قطر شتاء و23 نوعا من الطيور الزائرة في الشتاء والصيف و60 نوعا شاردة أو هاربة أو ضلت طريقها أثناء هجرتها ونزلت في قطر وتم توثيقها و24 نوعا تتوالد محليا بجانب 20 نوعا من الطيور الشائعة التي تكثر مشاهدتها في معظم فصول السنة و12 نوعا طيور مستجلبة من خارج قطر كطيور الزينة مثلا وتوطنت في قطر بجانب 24 نوعا لا تنتمي لمجموعة معينة
وكان كتابا آخر بعنوان  «دليل الطيور في قطر»  قد صدر عام 2004  ضمن سلسلة «اطلس قطر العلمي»  لمؤلفه توفيق القيسي يتضمن خمسة اجزاء تتناول الصيد في حياة الإنسان بين القديم والحديث والقنص وطرق وتدريب الصقور على الصيد وتعريف بالطيور الجارحة ورتبها وطباعها وافضل طيور الصيد من الحبارى والكراوين  ويعد الكتاب مرجعا هاما في مسالة طرق صيد الطيور وانواع الطيور في قطر ووصف الصقر والبيئة التي يعيش فيها وطباعه مع تخصيص باب كامل للطيور المفضلة للصيد
وصدز في العام 2025 كتاب هام بعنوان طويرات الفلا في البيئة القطرية ، للباحث الشيخ حسن عبدالرحمن آل ثاني عن دار كتارا للنشر وتعبير الفلا في اللهجة القطرية هي البر التي لا سكن فيها، اما الطويرات فتعني طيور اللفو الصغيرة والتي يؤكل لحمها

## طيور نادرة
من الطيور النادرة في قطر الشولة السودة أو سويدة، اسمها أبوحنا الأسود، وهو طير مهاجر  إلى جانب: طير أبو اليسر خطاف عمان، وهو من الطيور المهاجرة المفرخة في قطر، ويتميز بأنه طير جميل يعيش في مجموعات لونه بني وله طوق حلو العنق ومنقار أسود محمر يشبه طيور الصر أو الخرشنة في الشكل والطيران إلا أنه يعيش في الحقول، ومن أجمل الطيور الملونة المهاجرة  طير الصفارا، وكلما تقدم في العمر زاد الصفار، وموطنه شرق آسيا ويقضي الشتاء في إفريقيا، الذكر زاهي اللون بالأصفر وجناحين سود والأنثى باهتة اللون وجناحين رماديين ومنقار أحمر تتغذى على الحشرات والفواكه إن وجدت.

## حماية الطيور
حمد الخليفي مصور طيور فوتوغرافي ومحب للحياة الفطرية والبيئة القطرية وناشط بيئي، يقول في مقابلة اجرتها معه  قناة الريان الفضائية  انه ظل لسنتين يراقب طيور القطا ليحظى بفرصة لتصويرها أثناء تكاثرها في قطر وانه انجز توثيق تكاثر طيور القطا في قطر توثيق مختصر للتفريخ ويطالب الخليفي الدولة بسن قانون يمنع صيد القطا لمدة 3 سنوات
وفي عام 2008 تم تأسيس صندوق«الحما»  الخاص بحماية الطيور المعرضة للانقراض في قطر وهو مشروع  انبثق عن الاجتماع 31 للمجلس العالمي لحماية الطيور والذي عقد بالدوحة في مايو من ذلك العام  حيث جرى حصر الطيور المهددة بالانقراض  والتي  وصل عددها إلى 36 نوعا من الطيور في قطر

## جهود سقيا الطيور
تهتم جهات عديدة في دولة قطر بتوفر مياه الشرب للطيور في الدولة والتي تعاني من بيئة صحراوية تفتقر إلى المياه، فقد دشنت بلدية الشيحانيةشمال قطر بالتعاون مع جمعية قطر الخيرية، مجسم مَشرَب ماء ل «سقيا الطيور» في حديقة الشيحانية والذي تم تصميمه على شكل بيت حمام وفق الهُوية المعمارية القطرية التقليدية، بهدف العناية والمحافظة على الطيور في قطر
إضافة إلى ذلك اطلقت كتارا (الحي الثقافي)  في عام 2018 " مشروعها الجديد  الخاص بسقيا الطيور والحمام في الأماكن العامة والفضاءات المفتوحة من خلال توزيع أوعية خشبية تملأ بالماء، صنعت خصيصا لحماية الطيور من الموت والهلاك بسبب العطش، خاصة في هذه الأجواء الصيفية وارتفاع درجة الحرارة